# Otar Gabelia
Otar Gabelia, grúzul: ოთარ ამბროსის ძე გაბელია (Zugdidi, 1953. március 24. –) szovjet válogatott grúz labdarúgó, kapus, edző.

## Pályafutása

### Klubcsapatban
1972–73-ban a Dinamo Szuhumi, 1974 és 1976 között a Torpedo Kutaiszi, 1977 és 1982 között a Dinamo Tbiliszi, 1983–84-ben ismét a Torpedo, 1985 és 1990 között újra a Dinamo Tbiliszi labdarúgója volt. A Dinamo Tbiliszivel egy-egy szovjet bajnoki címet és kupagyőzelmet ért el. Tagja volt az 1980–81-es idényben KEK-győztes csapatnak.

### A válogatottban
1979-ben egy alkalommal szerepelt a szovjet válogatottban.

### Edzőként
1990 és 1992 között az Odisi Zugdidi, 1992–93-ban az Alazani Gurdzsaani, 1993 és 1995 között a Duruji Kvareli, 1995–96-ban az Algeti Marneuli, 1997 és 1999 között a TSZU Tbiliszi, 2001–02-ben a Merani Tbiliszi, 2004–05-ben a Torpedo Kutaiszi edzője volt. 2009 és 2011 között a grúz U21-es válogatottnál tevékenykedett. 2016-ban a Zugdidi szakmai munkáját irányította.

## Sikerei, díjai
Dinamo Tbiliszi
- Szovjet bajnokság
  - bajnok: 1978
- Szovjet kupa
  - győztes: 1979
- Kupagyőztesek Európa-kupája (KEK)
  - győztes: 1980–81

## Statisztika

### Mérkőzése a szovjet válogatottban
| Szovjetunió | Szovjetunió        | Szovjetunió              | Szovjetunió | Szovjetunió | Szovjetunió | Szovjetunió | Szovjetunió | Szovjetunió |
| #           | Dátum              | Helyszín                 | Hazai       | Eredmény    | Vendég      | Kiírás      | Gólok       | Esemény     |
| ----------- | ------------------ | ------------------------ | ----------- | ----------- | ----------- | ----------- | ----------- | ----------- |
| 1.          | 1979. november 21. | Tbiliszi, Dinamo Stadion | Szovjetunió | 1 – 3       | NSZK        | barátságos  | -           |             |
|             | Összesen           |                          |             | 1           | mérkőzés    |             | 0           | gól         |